# Aurora, Ceará
Aurora là một đô thị thuộc bang Ceará, Brasil. Đô thị này có diện tích 885,827 km², dân số năm 2007 là 25736 người, mật độ 29,1 người/km².